# Asas dobráveis
Asas dobráveis - são um recurso disponível em aviões, geralmente nos de médio porte (aviões pequenos nem sempre tem asas extensas o suficiente para necessitarem deste recurso, enquanto que os grandes possuem asas demasiado sólidas e espessas para terem-nas dobradas), para que seja facilitada a angaragem de aviões, além também de reduzir o espaço ocupado no interior de porta-aviões. No caso de caças, que possuem suas asas em V, reduz-se seu ângulo de abertura em relação à fuselagem.